# 圓山町 (台灣)
圓山町為臺灣日治時期臺北市之行政區，瀕臨基隆河，會得其名，是因為知名圓山位於該町內，原稱山子腳。該町於日治時期為第一座都會公園－圓山公園所在，其範圍約今臺北市中山區的中山北路三段，酒泉街一帶。

## 町內設施
- 圓山公園
  - 圓山動物園（後為兒童育樂中心，現閒置中）
  - 兒童遊園地（後為兒童育樂中心，現閒置中）
  - 圓山運動場（後為中山足球場，現花博公園爭豔館）
- 淡水線圓山停車場
- 臨濟護國禪寺
- 明治橋（中山橋舊橋，市定文化資產，已分割拆除）

## 關連項目
- 台北市舊町名一覽